# Siegmund Wilhelm Wohlbrück

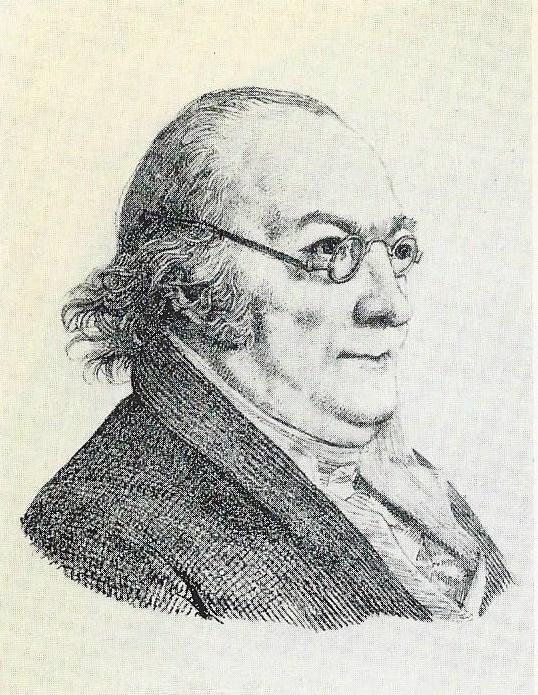

Siegmund Wilhelm Wohlbrück (auch Sigmund Wilhelm Wohlbrück; * 27. Februar 1762 in Berlin; † 20. Juli 1834 ebenda) war ein königlich-preußischer Kriegsrat und Historiker.
Wohlbrück gilt als einer der bedeutendsten Historiker der Landesgeschichte der Altmark. Aufgrund zeitgeschichtlicher Umstände begann Wohlbrück erst in seinem 70. Lebensjahr damit, seine bereits im 18. Jahrhundert begonnenen geschichtswissenschaftlichen Werke zu veröffentlichen, und er sah sich gezwungen, dies im Selbstverlag zu tun.

## Werke
- Geschichtliche Nachrichten von dem Geschlechte von Alvensleben und dessen Gütern. Drei Bände, Berlin 1819 und 1829.
  - Band 1, Berlin 1819 (Volltext).
  - Band 2, Berlin 1819 (Volltext).
  - Band 3, Berlin 1829 (Volltext).
- Versuch einer Geschichte des Ordens de la Générosité und des daraus entstandenen Ordens Pour le Mérite. Berlin 1827 (Volltext.)
- Geschichte des ehemaligen Bisthums Lebus und des Landes dieses Nahmens. Drei Bände, Berlin 1829 und  1832.
  - Band 1, Berlin 1829 (Volltext).
  - Band 2, Berlin 1829 (Volltext).
  - Band 3, Berlin 1832 (Volltext).
- Geschichte der Altmark bis zum Erlöschen der Markgrafen aus Ballenstädtschem Hause (herausgegeben aus dem Nachlass mit Ergänzungen von Leopold von Ledebur). Berlin 1855 (Volltext)